# Sexton
Sexton (z ang. zakrystian) – samobieżna haubicoarmata zaprojektowana w Kanadzie w oparciu o projekt amerykański, budowana w  czasie II wojny światowej dla potrzeb armii brytyjskiej.

## Historia
W 1942 armia brytyjska w ramach umowy Lend-Lease otrzymała 90 pojazdów M7, które zostały użyte w walkach w Afryce Północnej i spotkały się z bardzo dobrym przyjęciem załóg. M7 uzbrojony był w karabin maszynowy 12,7 mm służący do obrony przeciwlotniczej, który był zamontowany w wystającej kopule, w oczach żołnierzy wyglądającej jak ambona – stąd wywodzi się oficjalna brytyjska nazwa dla M7 – Priest (ksiądz).
Jedynym poważnym problemem był fakt, że M7 był uzbrojony w amerykańską haubicę 105 mm, która używała innej amunicji niż jej brytyjski odpowiednik – haubicoarmata 25-funtowa (kaliber 87,6 mm). Potrzeba dostarczania różnych odmian amunicji dla niektórych jednostek tworzyła pewne logistyczne problemy.
Rząd brytyjski wystąpił z prośbą o przezbrojenie wersji brytyjskiej w 25-funtowe działo brytyjskie, Amerykanie zgodzili się chętnie na zaprojektowanie takiego pojazdu, ale nie byli już tak chętni aby zmieniać cały proces produkcyjny dla niewielkiej liczby pojazdów przeznaczonych dla Brytyjczyków. Zgodzili się na to Kanadyjczycy, do których następnie zgłosili się Brytyjczycy.
Priest powstał na podwoziu czołgu M3 Lee (w służbie brytyjskiej nazwanego Grant). W tym okresie Kanadyjczycy zaprojektowali i zaczęli produkować własną, ulepszoną odmianę M3 nazwaną Ram. Po rozpoczęciu produkcji M4, Ram stał się przestarzałą konstrukcją jako czołg, ale jego podwozie postanowiono wykorzystać do budowy dział samobieżnych. W ten sposób Kanadyjczycy zbudowali klon M7 używając do jego powstania klona M3.
Pomiędzy 1943 a 1945 w Montreal Locomotive Works wyprodukowano 2150 Sextonów, które były używane przez siły kanadyjskie i brytyjskie. Pierwsze pojazdy weszły do służby we wrześniu 1943 i wzięły udział w walkach w Europie. Pomimo skomplikowanych narodzin, Sexton okazał się konstrukcją bardzo udaną i pozostał w aktywnej służbie aż do 1956. Używały go armie m.in. Włoch, Portugalii, Australii i Związku Południowej Afryki.
W przeciwieństwie do taktyki niemieckiej, która przewidywała użycie dział samobieżnych w pierwszej linii do bezpośredniego wsparcia piechoty, Brytyjczycy i Kanadyjczycy z reguły używali Sextonów z daleka od pierwszej linii frontu w roli ruchomych baterii artyleryjskich.
Działa Sexton znajdowały się także na uzbrojeniu Polskich Sił Zbrojnych. Posiadał je na wyposażeniu 1 Pułk Artylerii Motorowej (PSZ) wchodzący w skład 1 Dywizji Pancernej. Pułk posiadał zgodnie z etatem trzy dywizjony dział Sexton. Razem 24 sztuki. W działa te został wyposażony również 7 Pułk Artylerii Konnej, który wszedł w 1945 w skład nowo formowanej 2 Dywizji Pancernej. Działa używane były również w różnych polskich ośrodkach szkolenia artylerii. Razem Polacy eksploatowali 50-80 dział Sexton.

## Wersje
W pierwszej serii wybudowano 125 Sextonów, druga wersja (Sexton II) miała dodane akumulatory w tylnej części kadłuba i generator służący do ich ładowania.
Powstał też wóz Sexton GPO bez uzbrojenia. Przystosowany był do pracy oficerów kierowania ogniem lub jako transporter amunicji.